# Isabelle Stoehr
Isabelle Stoehr (* 9. Juni 1979 in Tours) ist eine ehemalige französische Squashspielerin.

## Karriere
Isabelle Stoehr begann ihre professionelle Karriere in der Saison 1996 und gewann acht Titel auf der WSA World Tour. Ihre höchste Platzierung in der Weltrangliste erreichte sie mit Position zehn im Februar 2009. In ihrer Juniorenkarriere erreichte sie 1997 das Finale der Weltmeisterschaft in Rio de Janeiro, welches sie gegen die Engländerin Tania Bailey mit 6:9, 1:9 und 7:9 verlor. Mit der französischen Nationalmannschaft wurde sie 2010 Vizeeuropameister. Im Einzelwettbewerb erreichte sie erstmals 2008 in Bratislava das Endspiel. Mit 5:11, 11:6, 11:7 und 11:4 setzte sie sich gegen Sarah Kippax aus England durch und wurde Europameister. Die französischen Landesmeisterschaften gewann sie insgesamt elfmal. Im November 2011 beendete Isabelle Stoehr ihre Karriere.

## Erfolge
- Europameisterin: 2008
- Vizeeuropameisterin mit der Mannschaft: 2010
- Gewonnene WSA-Titel: 8
- Französischer Meister: 11 Titel (1997, 1998, 2000–2008)